# Melongenidae
Melongenidae (nomeadas, em inglês, crown conch, melongena ou false fusus -sing.) é uma família de moluscos gastrópodes marinhos predadores pertencente à subclasse Caenogastropoda e ordem Neogastropoda; a maioria se alimentando de ostras ou amêijoas e habitando zonas costeiras de água salobra e enlameada, em foz de estuários, incluindo mangues. Foi classificada por Theodore Nicholas Gill, em 1871 (1854), no texto "Arrangement of the families of mollusks. Prepared for the Smithsonian Institution" - Smithsonian Miscellaneous Collections (1871), e contém um pouco mais de 20 espécies distribuídas nas costas e oceanos das regiões de clima tropical da Terra.

## Descrição da concha
Compreende, em sua totalidade, caramujos ou búzios de conchas angulosas, com áreas arredondadas e, por vezes, fortemente coronadas (com espinhos dirigidos para cima) ou tuberculadas, fusiformes ou piriformes, medianas ou grandes (até pouco mais de 40 centímetros de comprimento), em vida cobertas por um perióstraco, esculpidas por estrias espirais e geralmente em tons castanhos; com um opérculo córneo, em forma de unha e com anéis concêntricos, que lhe tampa a abertura, esta dotada de lábio externo afinado.

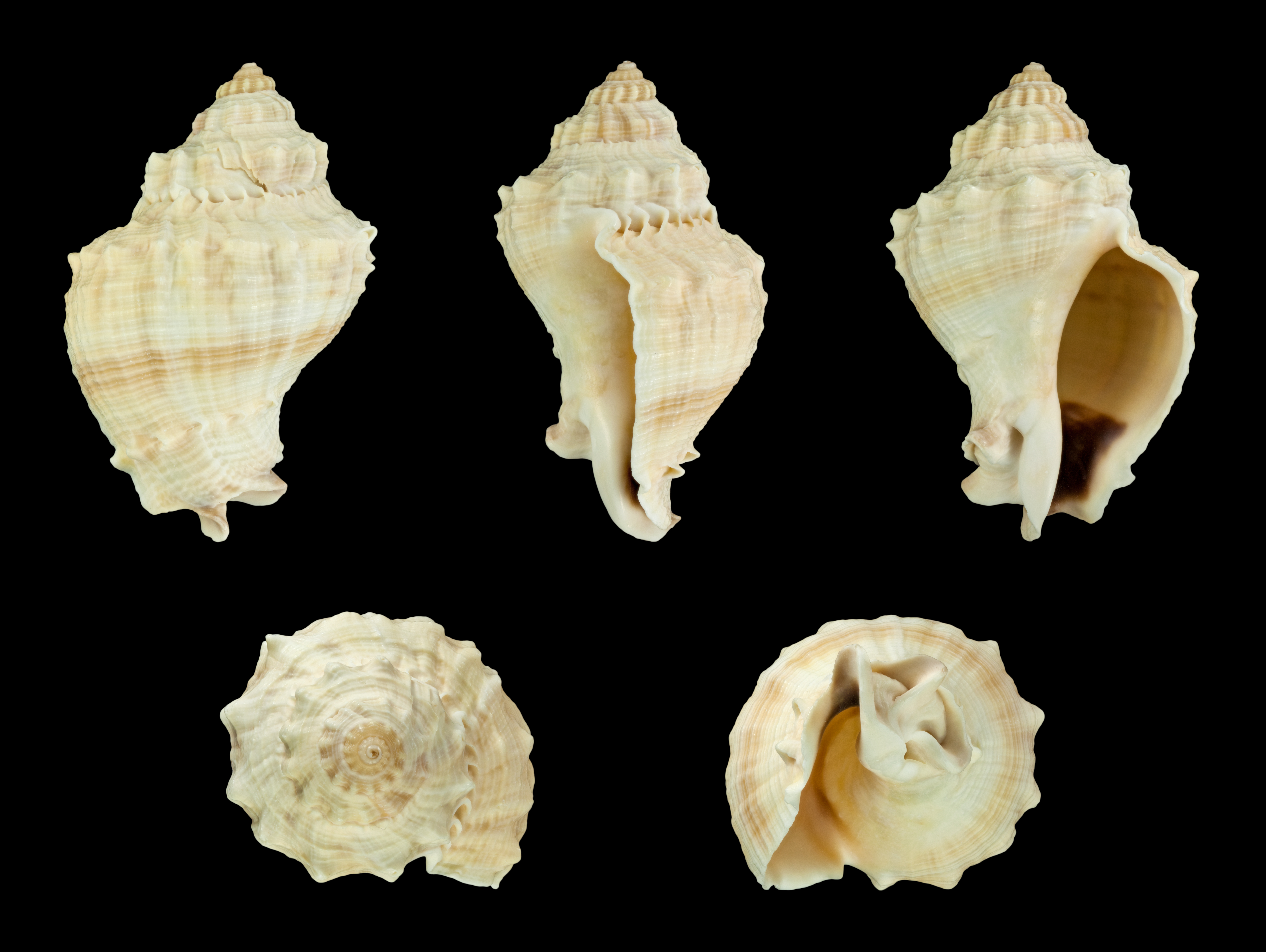
Cinco vistas da concha de Melongena bispinosa (Philippi, 1844), encontrada do golfo do México até o mar do Caribe.
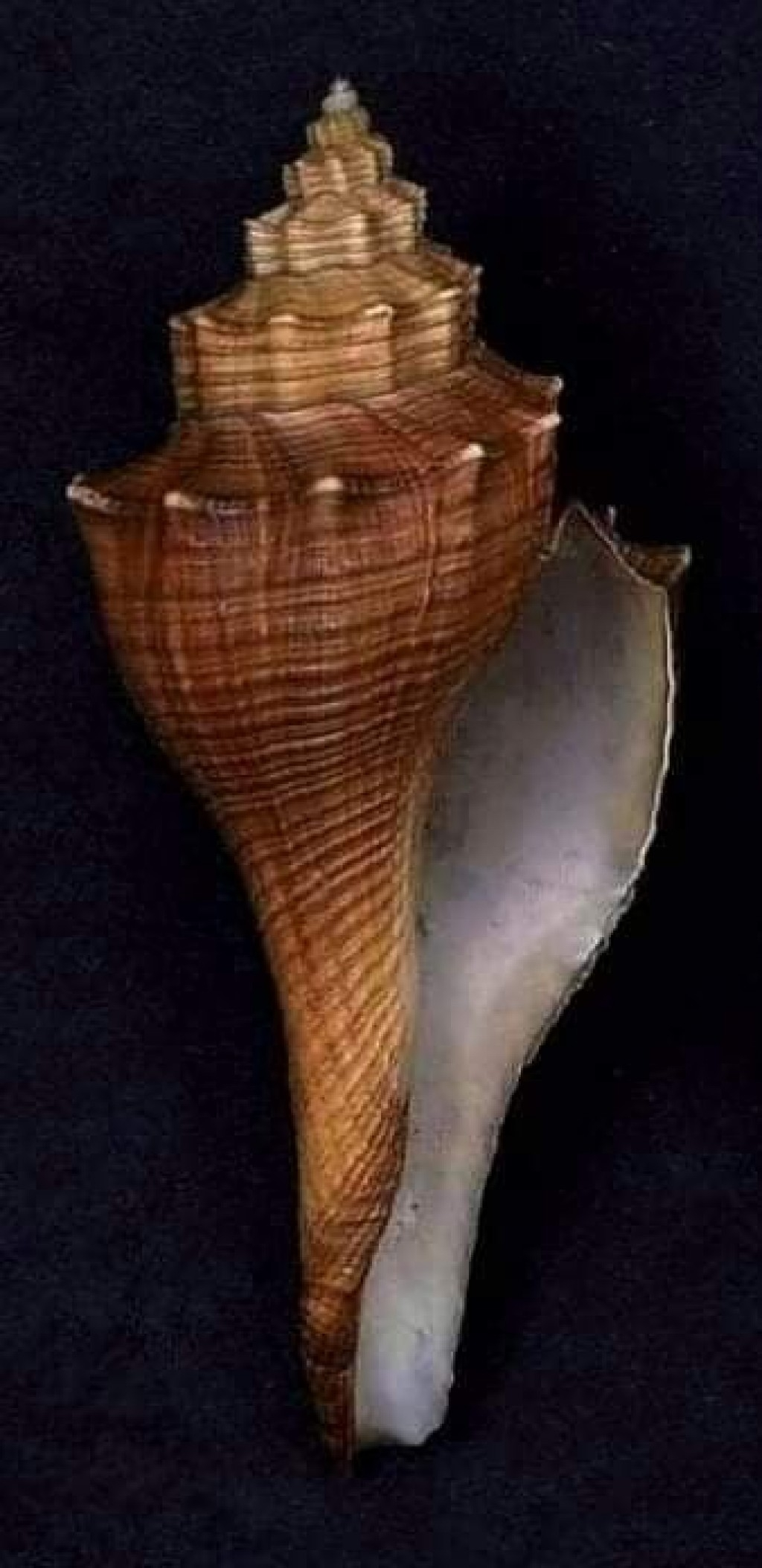
Vista inferior de uma concha de Brunneifusus ternatanus (Gmelin, 1791); encontrada no sudeste da Ásia, do Japão até a península da Malásia.
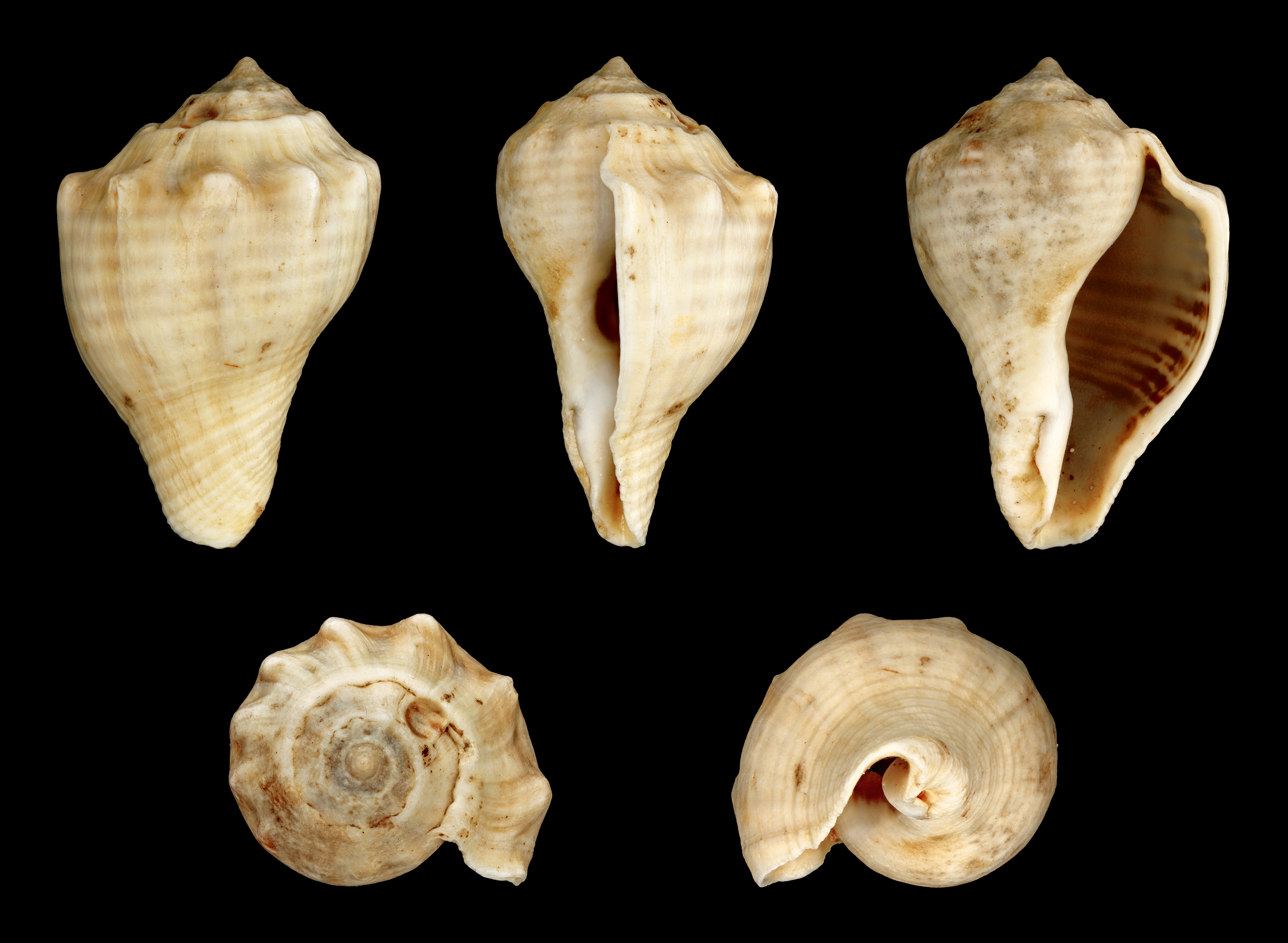
Cinco vistas da concha de Volema pyrum (Gmelin, 1791), encontrada no oceano Índico, entre o mar Vermelho até Moçambique e ilha de Madagáscar, da zona entremarés até 2 metros de profundidade.
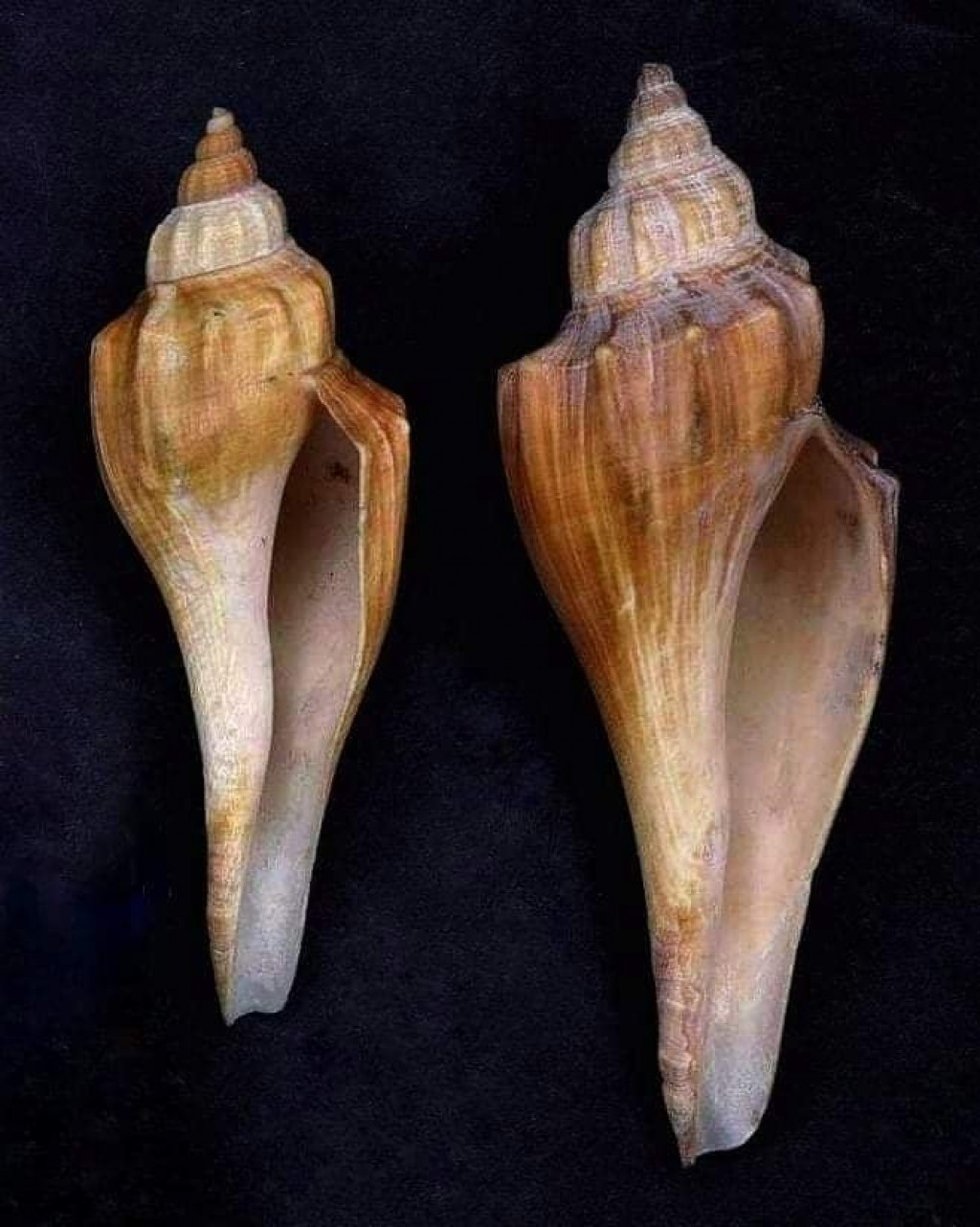
Duas conchas de Lenifusus elongatus (Lamarck, 1822); encontrada no sudeste da Ásia, do Japão até a península da Malásia.
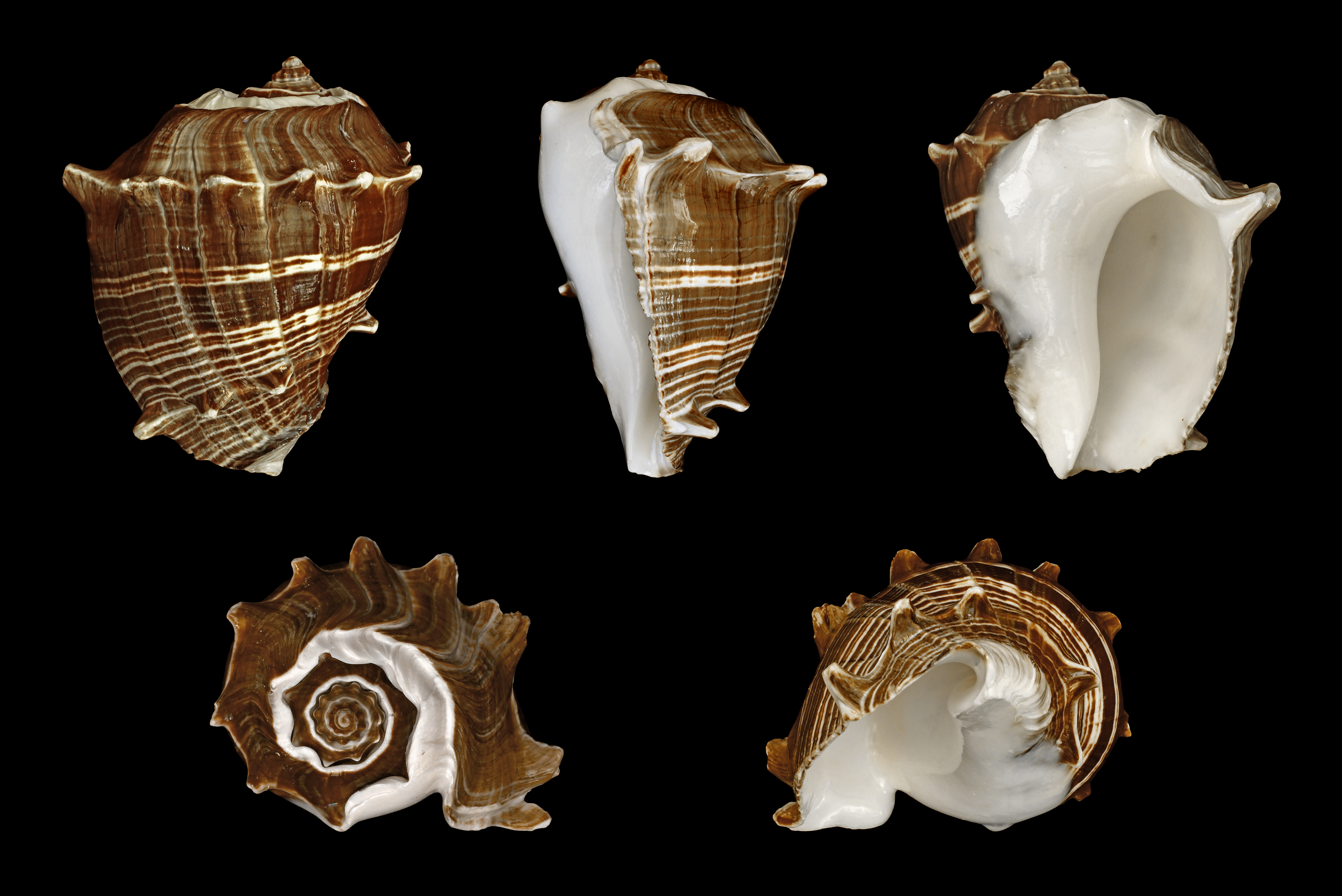
Cinco vistas da concha de Melongena melongena (Linnaeus, 1758), encontrada do golfo do México até o mar do Caribe, em zonas costeiras de água salobra, enlameada.
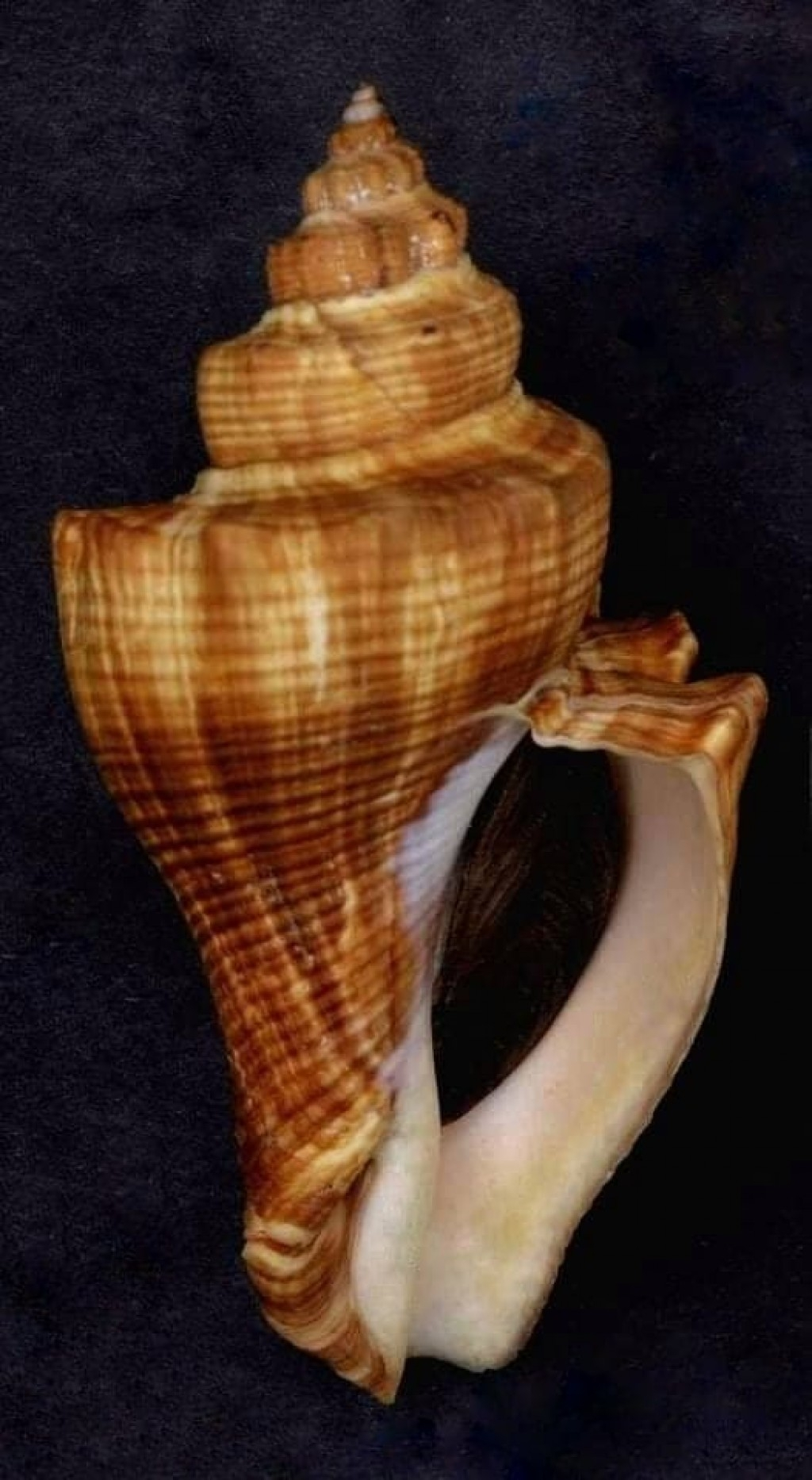
Vista inferior de uma concha de Volegalea cochlidium (Linnaeus, 1758); encontrada no oceano Índico, do golfo de Bengala até a península da Malásia.[1][19] Espécime com opérculo.

## Classificação deMelongenidae: gêneros viventes e nomenclatura vernácula inglesa
De acordo com o World Register of Marine Species, incluindo sinônimos e espécies monotípicas.
Brunneifusus Dekkers, 2018 - false fusus / stair shell
Hemifusus Swainson, 1840 - false fusus
Lenifusus Dekkers, 2018 - espécieː Lenifusus elongatus (Lamarck, 1822) - melongena
Melongena Schumacher, 1817 ( = Galeodes Röding, 1798 (homônimo júnior inválido)) - crown conch
Pugilina Schumacher, 1817 ( = Cassidulus Gray, 1854 (homônimo júnior inválido)) - melongena
Saginafusus Wenz, 1943
Taphon H. Adams & A. Adams, 1853 - espécieː Taphon clavella (Reeve, 1847)
Volegalea Iredale, 1938 - melongena / stair shell
Volema Röding, 1798 ( = Thalessa H. Adams & A. Adams, 1853) - melongena

## Filogenética
No século XX a família Melongenidae também incluía os gêneros Busycon (atualmente na família Buccinidae) e Syrinx (atualmente na família Turbinellidae).

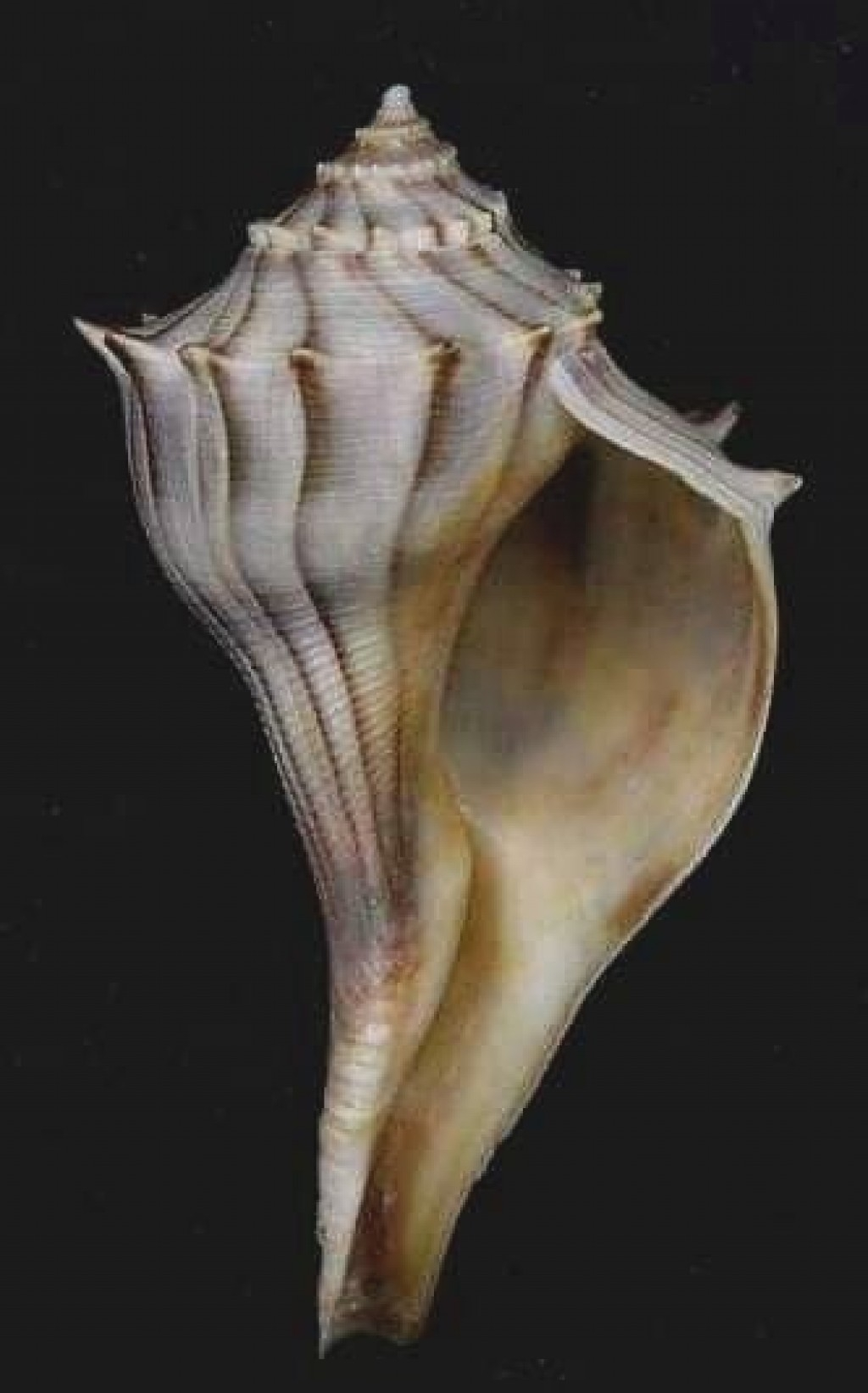
Vista inferior de uma concha de Busycon carica (Gmelin, 1791), um Buccinidae distribuído do Massachusetts ao sudoeste da Flórida, leste dos EUA; antes pertencente à família Melongenidae.
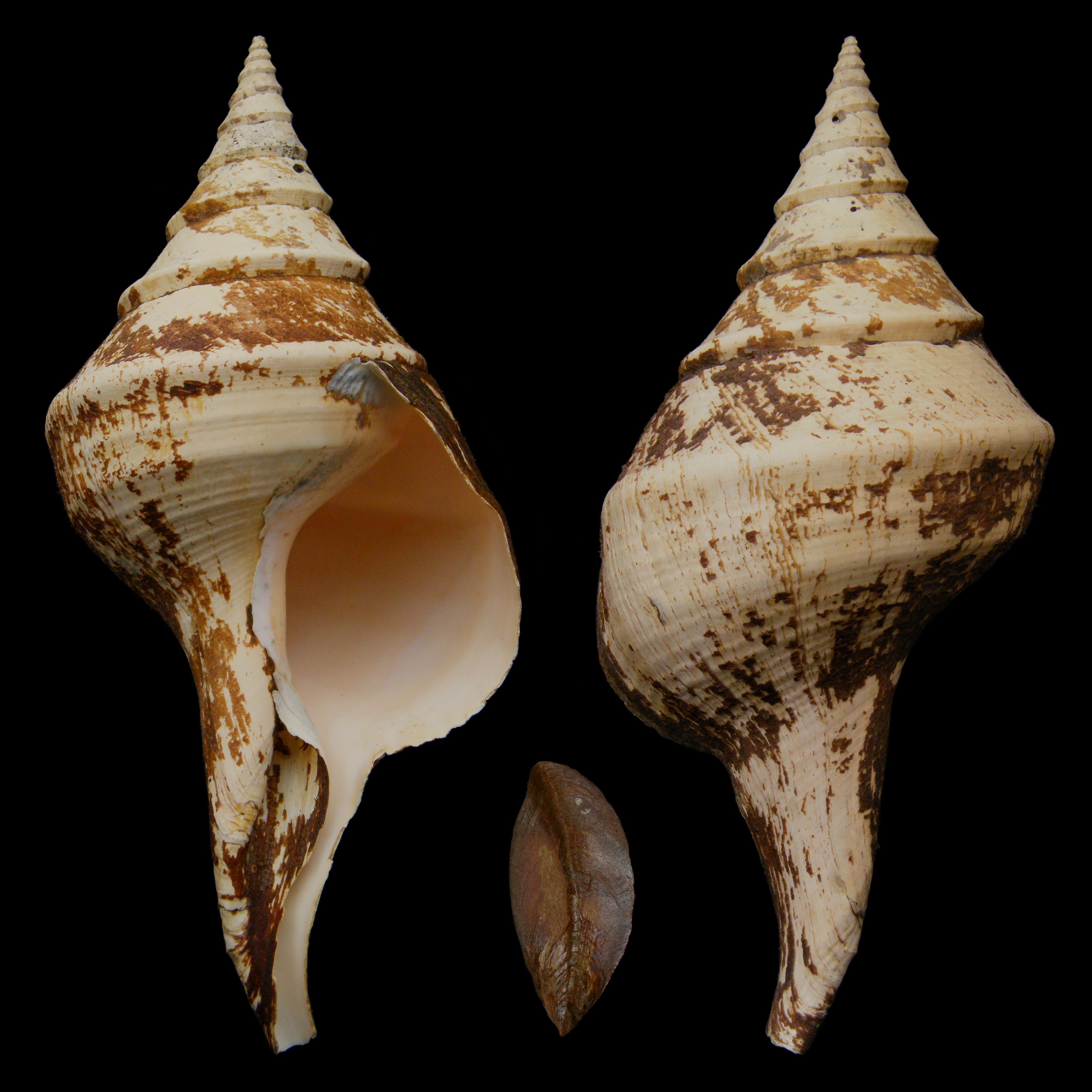
Duas vistas da concha de Syrinx aruana (Linnaeus, 1758), um enorme Turbinellidae distribuído ao norte da Austrália; antes pertencente à família Melongenidae.[1][12] No centro, seu opérculo córneo.